# 钱洪山
钱洪山（1963年5月—），江苏省人，中华人民共和国政治人物。
早年供职于中华人民共和国外交部。2002年，担任外交部干部司副司长。2005年，担任中华人民共和国和格林納達復交後首任驻格林纳达特命全权大使。2007年，担任外交部国外工作局局长。2008年，担任北京外交人员服务局局长。2013年，任外交部部长助理，主管干部人事、离退休干部、行政工作的部长助理。2018年3月調任中共中央对外联络部副部长，並免去外交部部长助理職務。

## 荣誉

### 外国勋章奖章
- 意大利之星指挥官勋章（意大利，2012年5月2日公布[2]）